# Haren (Groningen)
Haren (groninguès: Haaren) és un municipi de la província de Groningen, al nord dels Països Baixos. L'1 de gener del 2009 tenia 18.523 habitants repartits sobre una superfície de 50,70 km² (dels quals 5,02 km² corresponen a aigua).

## Centres de població
- Essen
- Glimmen
- Haren
- Noordlaren
- Onnen

## Administració
El consistori actual, després de les eleccions municipals de 2007, és dirigit pel liberal Mark Boumans. El consistori consta de 17 membres, compost per:
- Partit del Treball, (PvdA) 4 escons
- Partit Popular per la Llibertat i la Democràcia, (VVD) 4 escons
- GroenLinks, 4 escons
- Crida Demòcrata Cristiana, (CDA) 3 escons
- ChristenUnie, 1 escó
- Demòcrates 66 (D66) 1 escó

## Galeria d'imatges

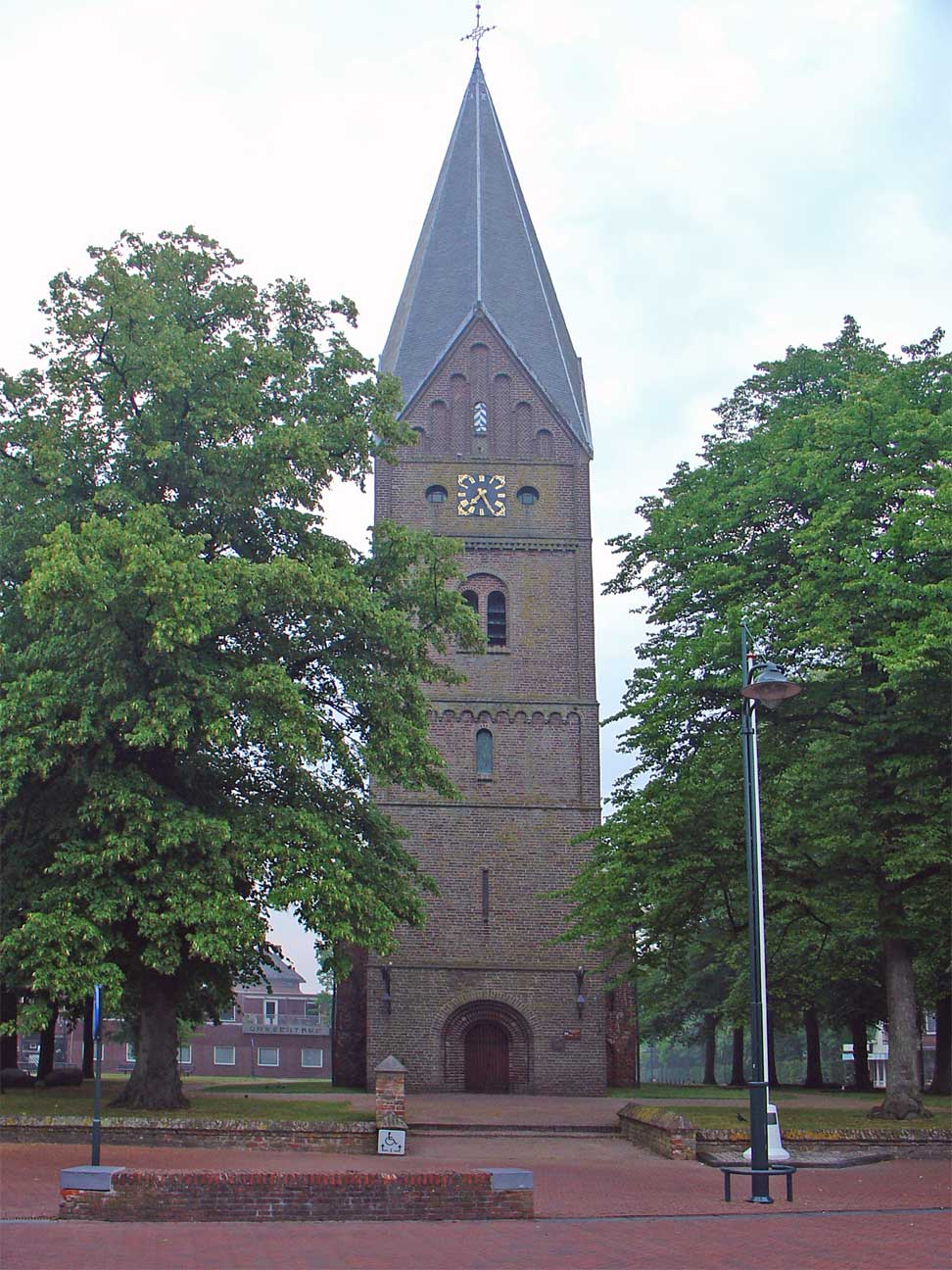
Nicolaaskerk
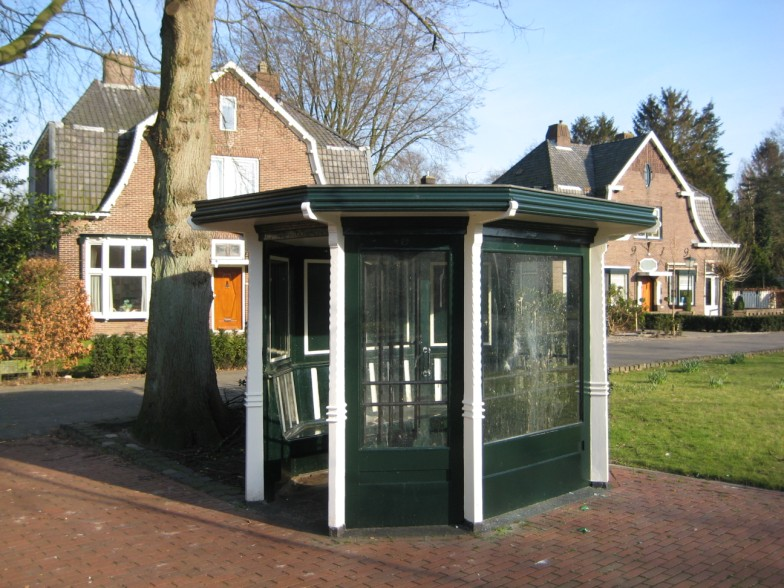
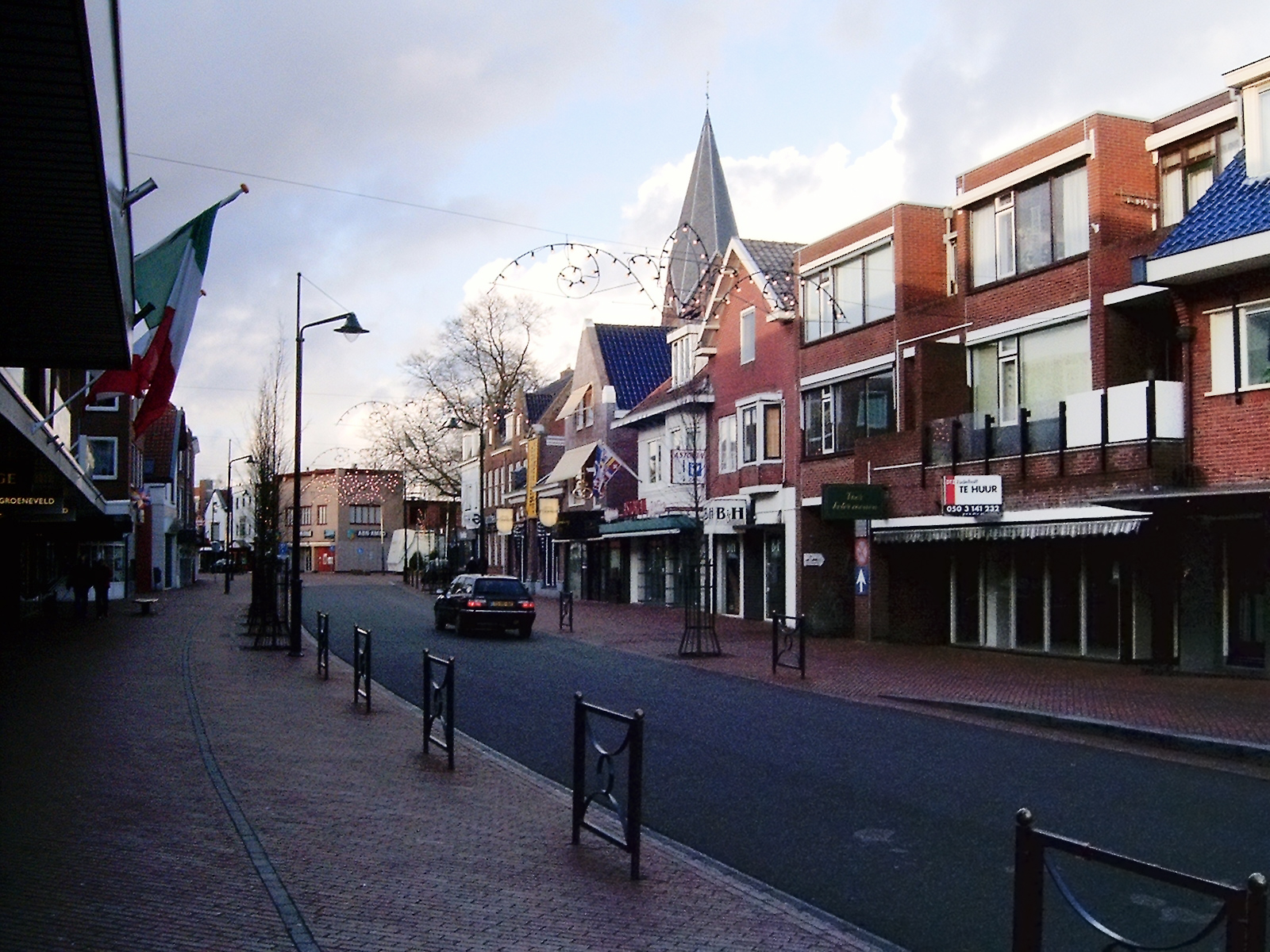
Centre de la ciutat